# NHK岐阜放送局
NHK岐阜放送局（エヌエイチケイぎふほうそうきょく）は、岐阜県を放送対象地域とする日本放送協会（NHK）の地域放送局。総合テレビとFM放送で県域放送を行っている。

## 沿革
- 1940年（昭和15年）9月1日 - 名古屋中央放送局岐阜出張所開設（この日を開局日としている）。
- 1942年（昭和17年）10月2日 - 電波管制に伴う措置として、高山臨時放送所開設（呼出符号なし）。
- 1945年（昭和20年）
  - 1月1日 - 名古屋中央放送局高山出張所開設。
  - 10月26日 - 高山臨時放送所を高山中継放送所に改称。高山出張所廃止。
- 1946年（昭和21年）9月1日 - 高山中継放送所に呼出符号JOCK3割り当て。
- 1948年（昭和23年）
  - 5月1日 - 岐阜出張所、岐阜支局に改称（高山分局開設）。
  - 7月1日 - 高山中継放送所の呼出符号をJOCQに変更。
- 1951年（昭和26年）7月1日 - 岐阜支局、岐阜放送局に改称（送信施設なし）。
- 1971年（昭和46年）3月26日 - 県域FM放送開始（呼出符号JOOP-FM）。先行開局していた岐阜県内（東濃地域を除く）のFM放送中継局を名古屋局より移管。
- 1973年（昭和48年）2月17日 - UHFによる県域（アナログ）テレビジョン放送開始[1]。先行開局していた岐阜県内のテレビ中継局（東濃地域を除く）を名古屋局より移管（教育テレビは放送のみ引き続き名古屋局管轄）。
- 1992年（平成4年）4月1日 - 東濃地域の中継局を名古屋局から岐阜局へ移管。
- 2004年（平成16年）11月1日 - 県域地上デジタル放送開始。
- 2005年（平成17年）2月13日 - 木曽山口中継局を長野局から本局（教育テレビは名古屋局）へ移管。
- 2011年（平成23年）7月24日 - アナログ放送終了。
- 2023年（令和5年）
  - 4月1日 - 令和改革により、部制（放送部・営業推進部等）からセンター制に見直され、コンテンツセンター、経営管理企画センターへ再編された。
  - 4月3日 - 名古屋局と津局との合同キャンペーンとして「I LOVE 東海」を開始[2]。
  - 5月29日 - NHKプラスで地域向けのテレビ番組の見逃し配信が開始[3]。

## チャンネル・周波数
- 太字は親局、それ以外は全て中継局。

### デジタルテレビ

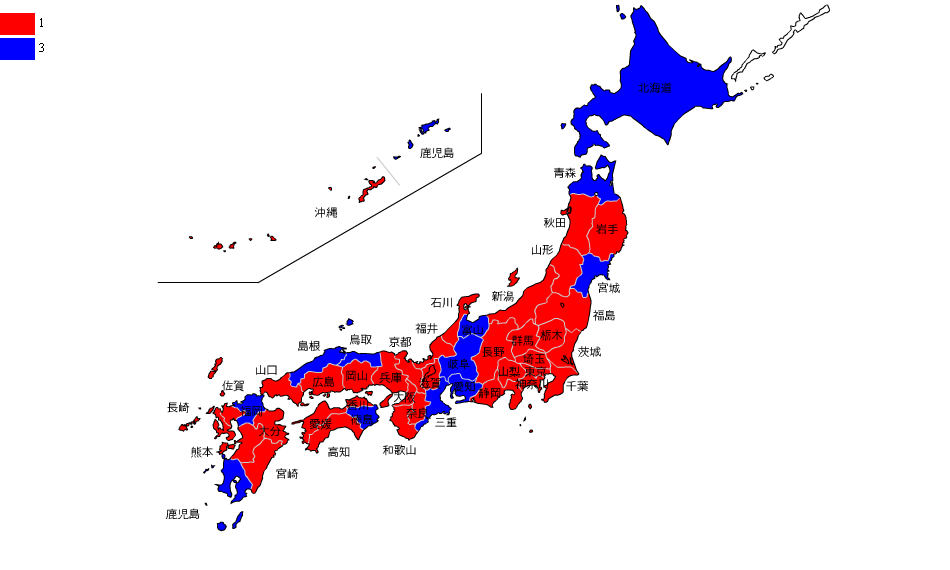
NHK総合のリモコンキーID

総合テレビジョン （リモコンキーID：3）
- 岐阜 29ch JOOP-DTV 500W
- 各務原 46ch 1W
- 中津川 24ch 20W
- 郡上八幡 29ch 10W
- 高山 29ch 20W
- 下呂 29ch 3W
- 中濃 24ch 10W
- 土岐南 29ch 3W
- 長良 29ch 2W
- 岐阜芥見 29ch 1W
- 瑞浪 24ch 1W
- 坂下 24ch 1W
- 付知 24ch 1W
- 明智 29ch 1W
- 白鳥 24ch 1W
- 神岡 29ch 1W
- 関ヶ原 24ch 300mW
- 多治見 24ch 1W（垂直偏波）
- 美濃 29ch 300mW
- 加子母 24ch 300mW
- 中野方 29ch 300mW
- 土岐 24ch 300mW（垂直偏波）
- 駄知 24ch 50mW（垂直偏波）
- 神岡流葉 24ch 300mW（垂直偏波）
- 多治見旭ケ丘 47ch 50mW（垂直偏波）
- 多治見姫 24ch 50mW
- 鵜沼宝積寺 24ch 50mW

教育テレビジョン （リモコンキーID：2）
- 各務原 44ch 1W
- 中津川 24ch 20W
- 郡上八幡 31ch 10W
- 高山 31ch 20W
- 下呂 31ch 3W
- 中濃 31ch 10W
- 土岐南 31ch 3W
- 長良 31ch 2W
- 岐阜芥見 34ch 1W
- 瑞浪 31ch 1W
- 坂下 31ch 1W
- 付知 13ch 1W
- 明智 13ch 1W
- 白鳥 13ch 1W
- 神岡 31ch 1W
- 関ヶ原 31ch 300mW
- 多治見 31ch 1W（垂直偏波）
- 美濃 34ch 300mW
- 加子母 13ch 300mW
- 中野方 31ch 300mW
- 土岐 31ch 300mW（垂直偏波）
- 駄知 33ch 50mW（垂直偏波）
- 神岡流葉 13ch 300mW（垂直偏波）
- 多治見旭ケ丘 50ch 50mW（垂直偏波）
- 多治見姫 31ch 50mW
- 鵜沼宝積寺 31ch 50mW

### アナログテレビ（2011年7月24日運用終了）
※は1992年3月31日まで名古屋局管轄。
総合テレビジョン
- 岐阜 39ch JOOP-TV 映像5kW/音声1.25kW
- 各務原 43ch 映像10W/音声2.5W
- ※中津川 4ch 映像100W/音声25W（垂直偏波）
- 郡上八幡 4ch 映像100W/音声25W
- 高山 4ch 映像30W/音声7.5W
- 下呂 4ch 映像10W/音声2.5W
- 中濃 43ch 映像30W/音声7.5W
- ※土岐南 44ch 映像30W/音声7.5W
- 長良 53ch 映像10W/音声2.5W
- 岐阜芥見 40ch 映像10W/音声2.5W
- ※瑞浪 51ch 映像10W/音声2.5W
- ※坂下 52ch 映像10W/音声2.5W
- ※付知 51ch 映像10W/音声2.5W
- ※明智 52ch 映像10W/音声2.5W
- 白鳥 51ch 映像10W/音声2.5W
- 神岡 53ch 映像10W/音声2.5W
- 関ヶ原 40ch 映像10W/音声2.5W
- ※多治見 51ch 映像3W/音声750mW（垂直偏波）
- 美濃 51ch 映像3W/音声750mW
- ※加子母 52ch 映像3W/音声750mW
- ※中野方 51ch 映像3W/音声750mW
- ※土岐 52ch 映像3W/音声750mW（垂直偏波）
- ※駄知 51ch 映像3W/音声750mW（垂直偏波）
- 神岡流葉 51ch 映像1W/音声250mW（垂直偏波）
- ※多治見旭ケ丘 48ch 映像500mW/音声125mW（垂直偏波）

教育テレビジョン
- 中津川 12ch 映像100W/音声25W（垂直偏波）
- 郡上八幡 12ch 映像100W/音声25W
- 高山 2ch 映像30W/音声7.5W
- 下呂 12ch 映像10W/音声2.5W
- 中濃 50ch 映像30W/音声7.5W
- 土岐南 46ch 映像30W/音声7.5W
- 長良 49ch 映像10W/音声2.5W
- 岐阜芥見 42ch 映像10W/音声2.5W
- 瑞浪 49ch 映像10W/音声2.5W
- 坂下 50ch 映像10W/音声2.5W
- 付知 49ch 映像10W/音声2.5W
- 明智 50ch 映像10W/音声2.5W
- 白鳥 49ch 映像10W/音声2.5W
- 神岡 49ch 映像10W/音声2.5W
- 関ヶ原 42ch 映像10W/音声2.5W
- 多治見 49ch 映像3W/音声750mW（垂直偏波）
- 美濃 48ch 映像3W/音声750mW
- 加子母 50ch 映像3W/音声750mW
- 中野方 49ch 映像3W/音声750mW
- 土岐 50ch 映像3W/音声750mW（垂直偏波）
- 駄知 49ch 映像3W/音声750mW（垂直偏波）
- 神岡流葉 47ch 映像1W/音声250mW（垂直偏波）
- 多治見旭ケ丘 52ch 映像500mW/音声125mW（垂直偏波）

### FM放送
- 岐阜 83.6MHz JOOP-FM 1kW
- 中津川 85.8MHz 100W（垂直偏波）
- 郡上八幡 85.6MHz 100W
- 土岐南 84.8MHz 100W
- 高山 86.1MHz 10W
- 宮 84.3MHz 10W
- 神岡 85.3MHz 10W
- 下呂 84.4MHz 10W
- 飛騨金山 83.1MHz 10W
- 小坂 85.6MHz 3W（垂直偏波）

### ラジオ第1放送
- 中津川 1161kHz 100W
- 郡上八幡 846kHz 100W
- 萩原 1341kHz 100W
- 高山 792kHz 1kW
- 奥飛騨温泉郷（FM波）76.1MHz 30W
- 神岡 1341kHz 100W
- 白鳥 1161kHz 100W

### ラジオ第2放送
- 中津川 1359kHz 100W
- 郡上八幡 1521kHz 100W
- 萩原 1602kHz 100W
- 高山 1125kHz 1kW
- 神岡 1539kHz 100W

### 放送エリアについて
- 親局の放送エリアは、基本的に濃尾平野とその周辺部に限られる。岐阜県全体からするとかなり狭いが人口比では結構多い。
- 教育テレビ及びAMラジオ2波（第1放送・第2放送）は、親局エリアは中京広域圏扱いとして名古屋局を直接受信。教育テレビ・中波ラジオの県内の中継局は名古屋局から中継され、カバーされている[注 2]。なお、岐阜市内には名古屋局（NHK鍋田ラジオ放送所）の送信が万一できなくなった際に運用されるラジオ第1放送の予備送信所が設置されている。
- 前述した通り、総合テレビは県内中継局が先に開局し後で岐阜親局が開局したため、アナログ放送では「親局がUHFで中継局がVHF」という、いわば逆転現象が起きていたが、アナログ放送の終了に伴い、この状態は解消された。
- 総合テレビの県域放送が始まる前、岐阜放送テレビにてNHKニュースを「岐阜放送ニュース」として放送していた。

## 支局
- 高山
- 多治見

## 主な岐阜局制作番組
太字はNHKプラスの「ご当地プラス」において見逃し配信を実施している番組。

### 総合テレビ
- まるっと!ぎふ（平日 18:30 - 18:59）

※2018年度までは月曜から木曜の18:52 - 18:55は名古屋局の気象情報（全国の気象情報はネットしない）。気象予報士による概況の部分のみをネットし、予報の部分から岐阜局に戻り県内中心の予報に差し替えていた。なお、金曜は2017年度（ほっとイブニングぎふ時代）より同番組内で橋本祐佳気象予報士もレギュラー出演することから、岐阜局からの気象情報を拡大して伝えており、2019年度から月曜から木曜も含め全て岐阜局から伝えるようになった。
※但し、2017年、18年度の月曜から木曜でも岐阜県内で大雨、台風など著しい気象条件の場合は橋本祐佳気象予報士が出演し、岐阜局のみの気象情報が伝えられていた。
※名古屋発の『まるっと!』を飛び降り後ステブレレスで接続。なお、名古屋局の放送が受信出来る環境があれば名古屋版の『まるっと!』を実質フルネットで視聴できるほか、NHKプラスの「ご当地プラス・東海北陸」のプレイリストでの見逃し配信でも名古屋版の『まるっと!』の18:30以降の部分を補完視聴できる。
※祝日は休止される。また平日でも8月中旬のお盆前後及び年末年始前後（12月27日、28日や1月4日等）は休止され、名古屋発の『まるっと!』を全編フルネットで放送する場合がある。この場合気象情報も名古屋局の気象予報士が伝える。
- FC岐阜関連番組

※試合や編成状況によっては岐阜局のみで生放送をする場合がある（2008年4月19日の対横浜FC戦が初）。
※その他、番組告知・お知らせの枠（18:58.55 - 18:59.55など）が名古屋局と異なることがある。

### BS
- 地域発ドラマ『ガッタン ガッタン それでもゴー』（2015年10月28日）[4]

※主演は谷村美月、NHK BSプレミアムで放送。

### FM
- 岐阜県域ニュース・天気予報（平日 18:50 - 19:00）

※土日祝日と年末年始は、名古屋局からの放送となる。

### 過去
- 恋するキムチ（2011年、岐阜放送局開局70周年記念のドラマ）
- ニュース855岐阜
- みのひだ情報局（平日 11:50 - 11:54、名古屋局制作『ぐるっと!』（平日 11:30 - 12:00）の一部）
- 県内の気象情報（平日 11:57 - 12:00）

※上記2つの差し替えは一部新聞等テレビ欄では12:00まで『ぐるっと!』として扱われたり、岐阜局の公式サイトでは11:50 - 12:00が『みのひだ情報局』として扱われたりしているが、EPG上では「11:30 - 11:50 ぐるっと!」「11:50 - 11:54 みのひだ情報局」「11:54 - 12:00 気象情報」となりそれぞれ独立番組扱いとなっていた。また、平日でも夏季や年末年始の前後はみのひだ情報局が休止され、『ぐるっと！』が全編フルネットとなり『ぐるっと！』に内包される形で名古屋局から気象情報が伝えられる事がある。
※2024年度までは平日11:57 - 12:00の気象情報は、県内ローカルだったが、2025年度より「東海3県＋静岡県の気象情報」（名古屋発）に変更された。

## アナウンサー・キャスター
- 氏名の後の*は、過去に岐阜局勤務経験のあるアナウンサー。前任地が太字の人物はその局が初任地。

| 氏名           | 前任地       | 担当番組                                            | 備考                                   |              |              |
| アナウンサー   | アナウンサー | アナウンサー                                        | アナウンサー                           | アナウンサー | アナウンサー |
| -------------- | ------------ | --------------------------------------------------- | -------------------------------------- | ------------ | ------------ |
| 中尾晃一郎     | 金沢         | アナウンスグループ統括 まるっと!ぎふ （キャスター） | 岐阜市出身                             |              |              |
| 村竹勝司       | 名古屋       | まるっと!ぎふ （キャスター）                        | 地域職員（転向） 愛知県 知多市出身     |              |              |
| 森山春香       | 名古屋       |                                                     | 愛知県 名古屋市出身                    |              |              |
| 契約キャスター |              |                                                     |                                        |              |              |
| 有坂菜恵子     |              | まるっと!ぎふ （キャスター）                        | 愛知県 小牧市出身                      |              |              |
| 新延夕佳       |              | まるっと!ぎふ （リポーター・キャスター代理）        |                                        |              |              |
| 気象予報士     |              |                                                     |                                        |              |              |
| 橋本祐佳       |              | まるっと!ぎふ                                       | 愛知県 名古屋市出身 バウムウェザー所属 |              |              |